# Обварная керамика

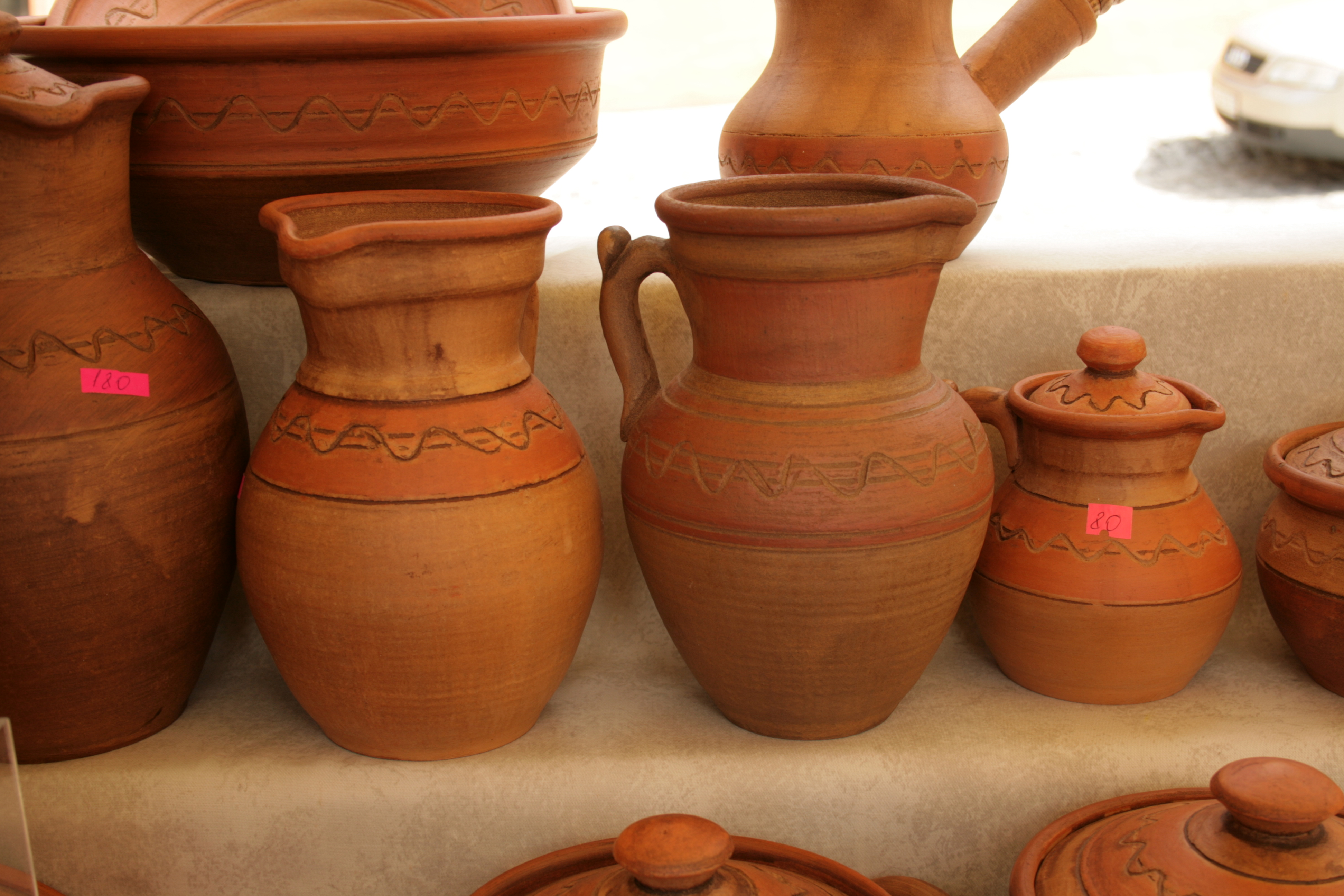
Обварная керамика из Опошни.

Обварная керамика известна сотни (более 500) лет на Руси, в целом же история обварной керамики уходит в Античность. На Руси была распространена керамика, обваренная в молоке. Технология молочения чередует: обжиг — обвар (опускание в молоко или иную жидкость) —  снова обжиг в печи. В зависимости от жидкости, в которую керамика помещается, она приобретает свой цвет. Молоко дает керамике не только цвет, но и влагонепроницаемость, такую, что в посуде затем можно готовить при высокой температуре пищу. К обварным смесям относятся также растворы из ржаной или пшеничной муки. Обварную керамику, как правило, не покрывают глазурью. Распространены сувениры из обварной керамики.